# Hustopeče u Brna
Hustopeče u Brna – stacja kolejowa w Hustopeče, w kraju południowomorawskim, w Czechach. Znajduje się na wysokości 190 m n.p.m.
Jest zarządzana przez Správę železnic. Na stacji istnieje możliwość zakupu biletów i rezerwacji miejsc.

## Linie kolejowe
- 254 Šakvice - Hustopeče u Brna